# Arrigorriaga
Arrigorriaga és un municipi de Biscaia, de la comarca de Gran Bilbao.

## Població
- 12.435 hab. (INE 2009).

## Topònim
Arrigorriaga significa en euskera lloc de pedres vermelles, d'harri (pedra), gorri (vermell) i el sufix locatiu -aga. Existeix una coneguda llegenda que explica l'origen d'aquest nom. Aquesta llegenda es remunta al segle xv, ja que l'escrigué per primera vegada el cronista biscaí Lope García de Salazar en el seu llibre Las bienandanzas y fortunas. Segons aquella llegenda, Arrigorriaga es deia antigament Padura ('maresme' en èuscar) i fou escenari d'una llegendària batalla que enfrontà biscaïns amb lleonesos (batalla de Padura). Arran d'aquesta batalla, guanyada pels biscaïns, Padura es rebatejà com Arrigorriaga, ja que tanta havia estat la sang que s'havia abocat que les pedres van quedar tenyides de vermell.

## Persones il·lustres
- Simón Lecue (1912): futbolista internacional que va jugar al Betis i al Reial Madrid.